# Парк Мэрикэн
Парк Мэрикэн (яп. メリケンパーク) — парк, расположенный в порту Кобе, в Тюо-ку (центральном районе города Кобе), префектура Хиого). Название означает «американский».

## История
В 1987 году водное пространство между бывшей пристанью Мэрикэн и «средним молом» — тем местом, где стоит портовая башня Кобе, — было засыпано, и на получившемся участке суши был обустроен парк. В северной части парка в 1987 году был установлен архитектурный объект «Fish dance», спроектированный известным архитектором Фрэнком Гери в честь 120-й годовщины со дня основания порта Кобе. Работа над проектом заняла три года. На центральном газоне расположен ещё один арт-объект — «колокольня Гортензии», установленный в 1990 году в ознаменование первого фестиваля моды в Кобе.
В восточной части сохранился фрагмент бывшей пристани Мэрикэн, которая, как и большая часть города, была разрушена в результате землетрясения в южном Хиого (Великое землетрясение Хансин-Авадзи) в 1995 году. В 1997 году эта часть парка стала мемориальной и хранит ценные свидетельства об землетрясении в Кобе. В апреле 2017 года завершились масштабные работы по обновлению парка.

## Средний мол
Причал, расположенный в западной части парка Мэрикэн. К нему приходят (и от него отходят) пассажирские суда международных рейсов и пароход-ресторан «Луминас Кобе-2». На краю среднего мола расположен отель Meriken Park Oriental, построенный в форме волны.

## Ежегодные мероприятия, проходящие в парке Мэрикэн
- Фестиваль морских фейерверков Минато Кобе (с 1971 года)
- Кобе «Бон-одори» на море (с 1993 года)
- Kobe Love Port Фестиваль Минато (c 2002 года)